# Pożarki (Białoruś)
Pożarki (biał. Пожаркі; ros. Пожарки) – wieś na Białorusi, w obwodzie grodzieńskim, w rejonie wołkowyskim, w sielsowiecie Subacze.
W dwudziestoleciu międzywojennym leżały w Polsce, w województwie białostockim, w powiecie wołkowyskim, w gminie Tereszki.
W Pożarkach w 1946 r. urodził się polski piosenkarz i kompozytor muzyki rozrywkowej Janusz Laskowski. 